# Vadu Moților
Vadu Moților [ˈvadu ˈmot͡silor] (veraltet Săcătura oder Vadul Moților; ungarisch Aranyosvágás) ist eine rumänische Gemeinde im Kreis Alba in der Region Siebenbürgen.

## Geographische Lage

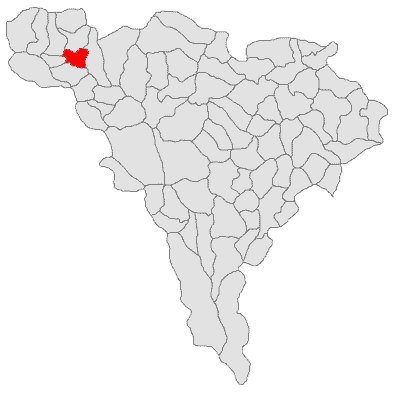
Lage der Gemeinde Vadu Moților im Kreis Alba

Die Gemeinde Vadu Moților mit ihren zwölf Dörfern kleineren Weilern und Einzelhöfen erstreckt sich (ca. 1–8 km vom Gemeindesitz entfernt) zwischen dem Bihor-Gebirge und dem Muntele-Mare-Massiv im Nordwesten des Kreises Alba, im Zentrum des Apuseni-Gebirges. An der Mündung des Neagra Flusses in den Arieșul Mare – einem Quellfluss des Arieș – und dem Drum național 75, befindet sich das Gemeindezentrum etwa 12 Kilometer nordwestlich von Câmpeni (Topesdorf); die Kreishauptstadt Alba Iulia (Karlsburg) liegt etwa 90 Kilometer (59 km Luftlinie) südöstlich entfernt. Vadu Moților befindet sich im historischen Motzenland.

## Geschichte
Die alte Bezeichnung des Ortes Săcătura („Dürre“), weist auf eine durch Dürre entstandene Waldlichtung hin. Ursprünglich gehörte der Ort zur 1673 erstmals erwähnten Großgemeinde Râul Mare (Nagyaranayos), die die Siedlungen im Tal des Arieșul Mare umfasste. 1770 wurde der Ort erstmals unter der Bezeichnung Săcătura im Stuhlbezirk Topánfalva der Gespanschaft Torda-Aranyos urkundlich erwähnt. Seit 1968 wurde der Ort von Săcătura in Vadu Moților (etwa „Furt der Motzen“) umbenannt.
Die Hauptbeschäftigung der Bevölkerung sind die Forst- und Landwirtschaft, die Holzverarbeitung und die Viehzucht.

## Bevölkerung
1850 lebten auf dem Gebiet der heutigen Gemeinde 1.339 Einwohner. 1.333 waren Rumänen und sechs Roma. 1956 wurde mit 2.340 die größte Bevölkerungszahl – und gleichzeitig die der Rumänen – registriert. Die höchste Zahl der Ungarn (17) wurde 1966, die der Roma (10) 1930 ermittelt. Darüber hinaus bezeichnete sich 1910 und 1941 je ein Einwohner als Deutscher. Bei der Volkszählung 2002 wurden auf dem Gebiet der Gemeinde 1.558 Personen – durchweg Rumänen – registriert.

## Sehenswürdigkeiten
- Die Holzkirche Sf. Arhanghelii Mihail și Gavriil[8][9] im eingemeindeten Dorf Lăzești – von den Einheimischen bei Gura Negrii genannt –, 1701 errichtet[5] und 1878 umgebaut, heute mit einem Blechdach bedeckt, steht unter Denkmalschutz (in der Liste des rumänischen Kulturministeriums von 2010, ist das Dorf Lăzești der Gemeinde Scărișoara zugeordnet).[10]
- Das Dorfmuseum in Vadu Moților, 2006 im ehemaligen Schulgebäude des Dorfes eingerichtet.
- Das Bauernhaus Nr. 18 im 18. Jahrhundert errichtet in Vadu Moților, steht unter Denkmalschutz.[10]
- Auf dem Gebiet der Gemeinde befanden sich zahlreiche Strudelwaschanlagen (hauptsächlich für das Waschen von Wolle) und Wassermühlen, von denen noch fünf bzw. noch eine in Betrieb ist.[11]
- Die Naturreservate Cheile Pojorâtei, Pădurea Dodul Râului und Piatra Zebrii.

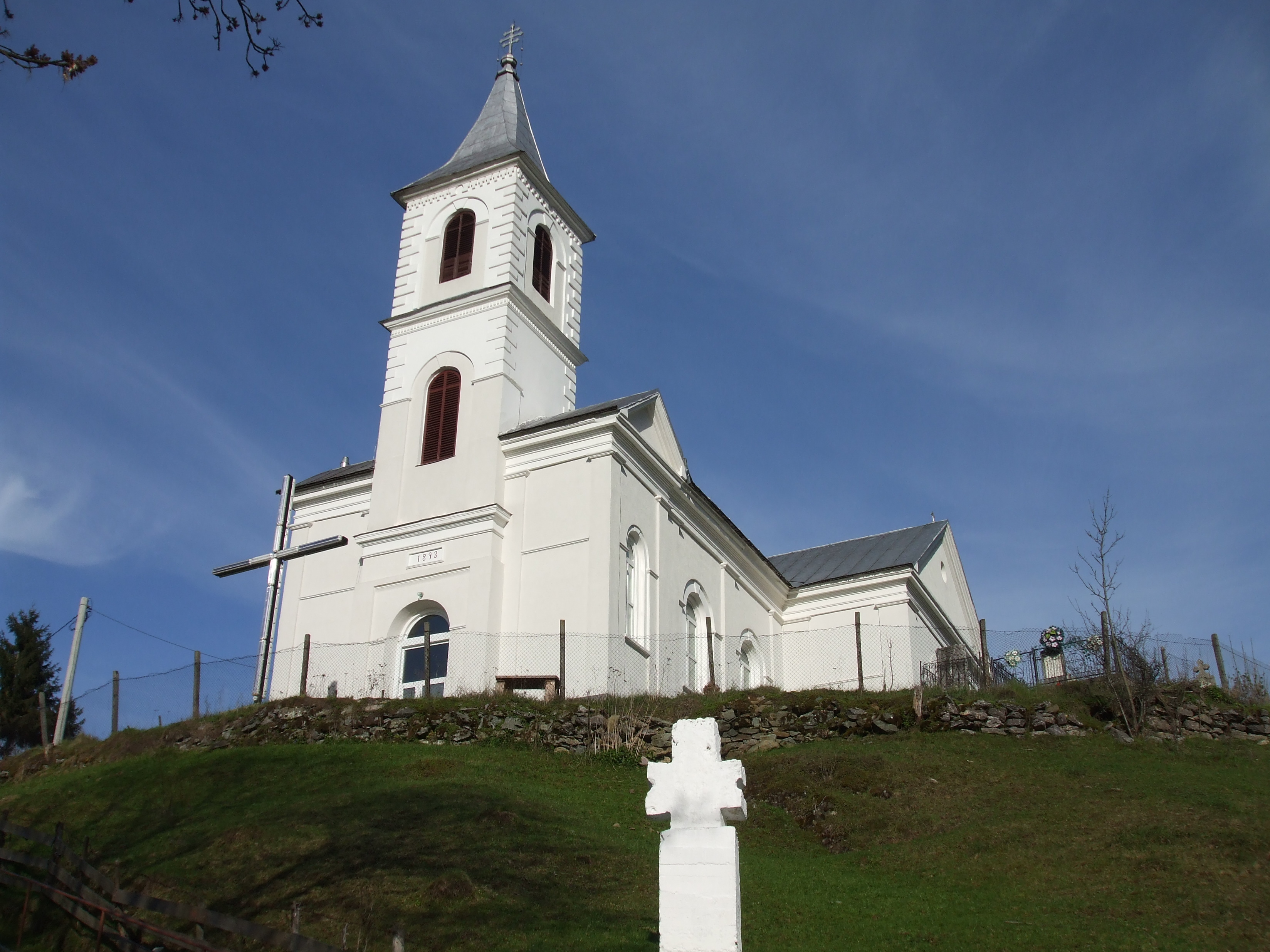
Die griechisch-katholische Kirche in Vadu Moților
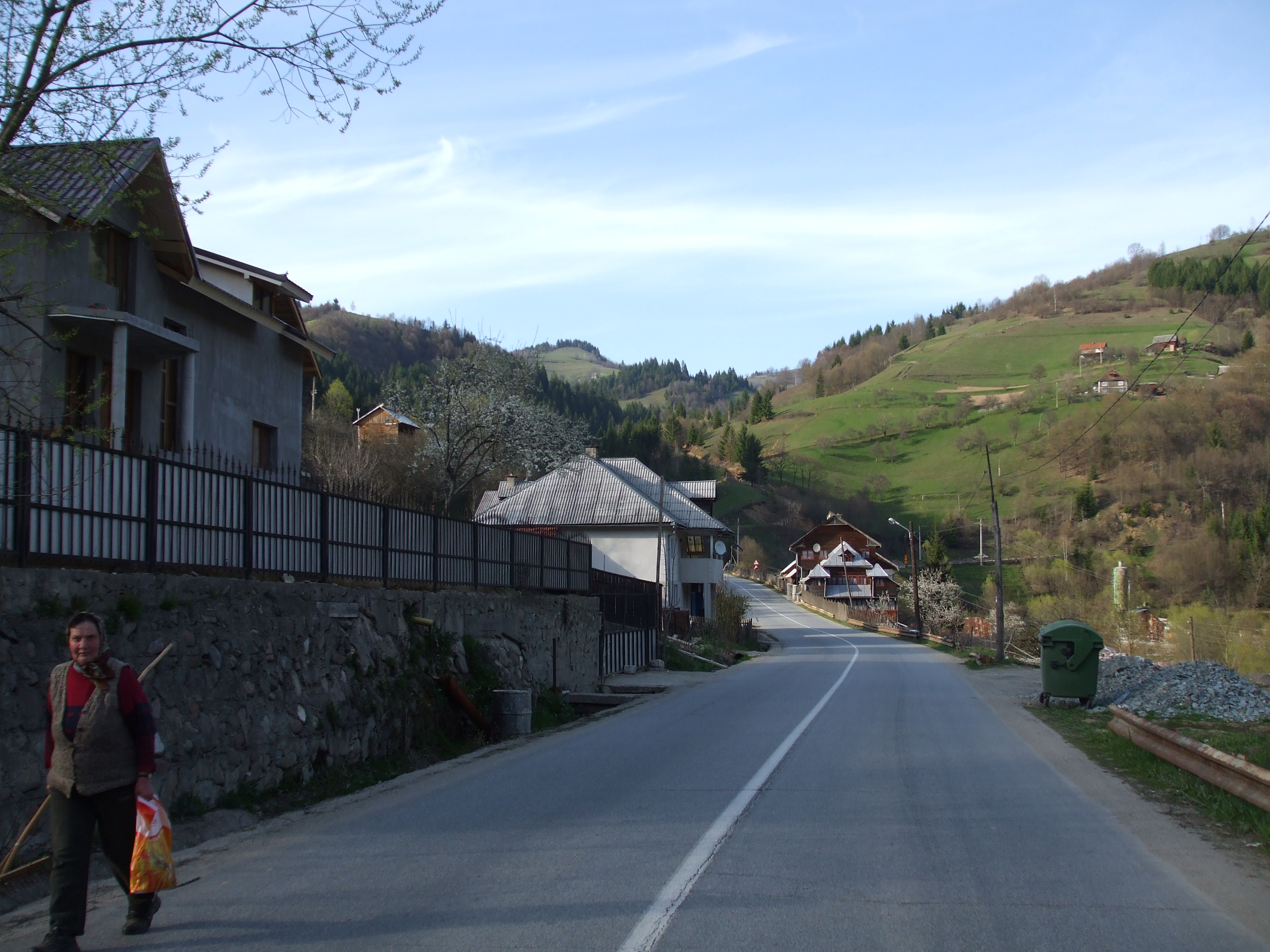
Ansicht in Vadu Moților
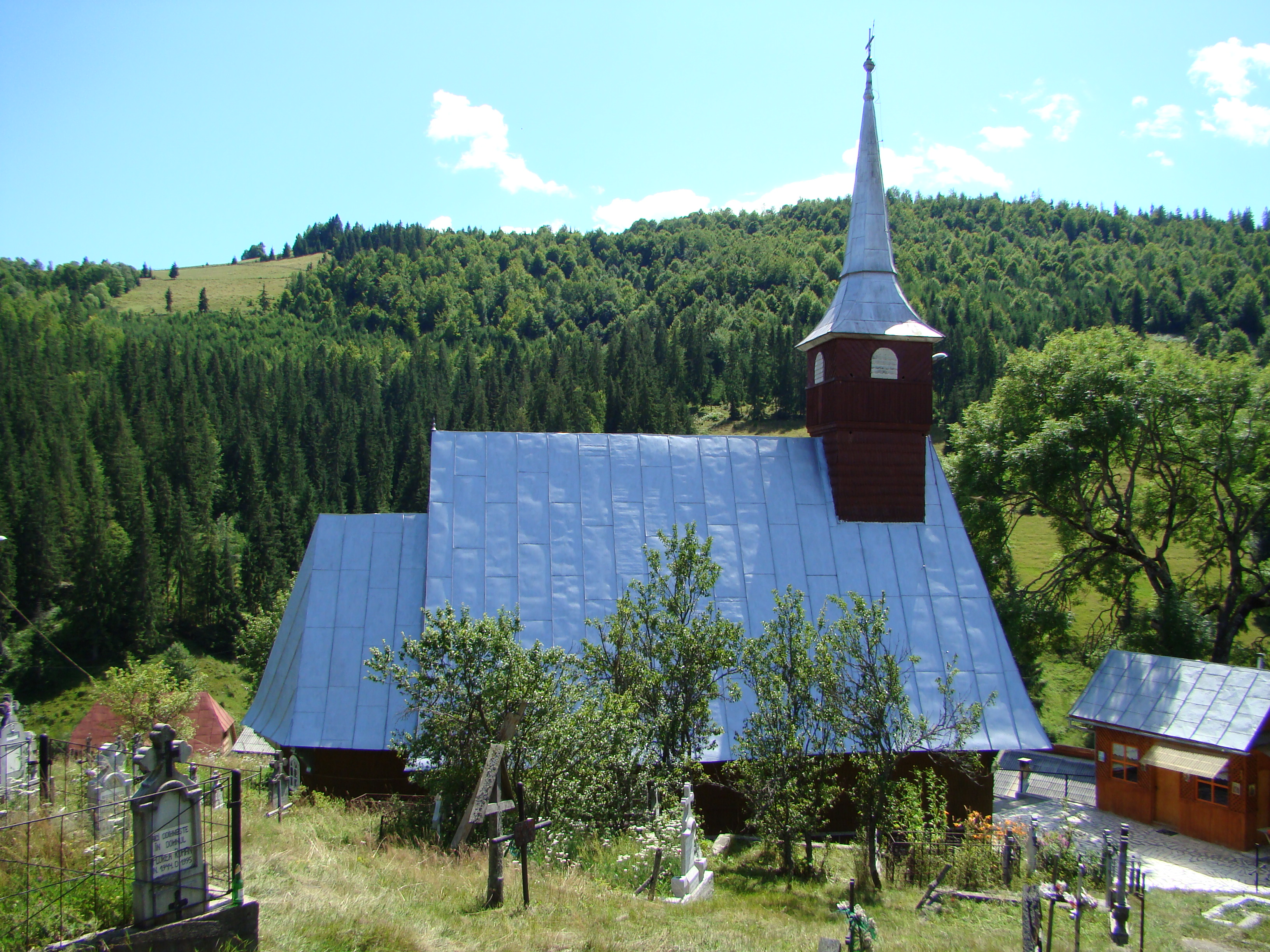
Die Holzkirche von Lăzești
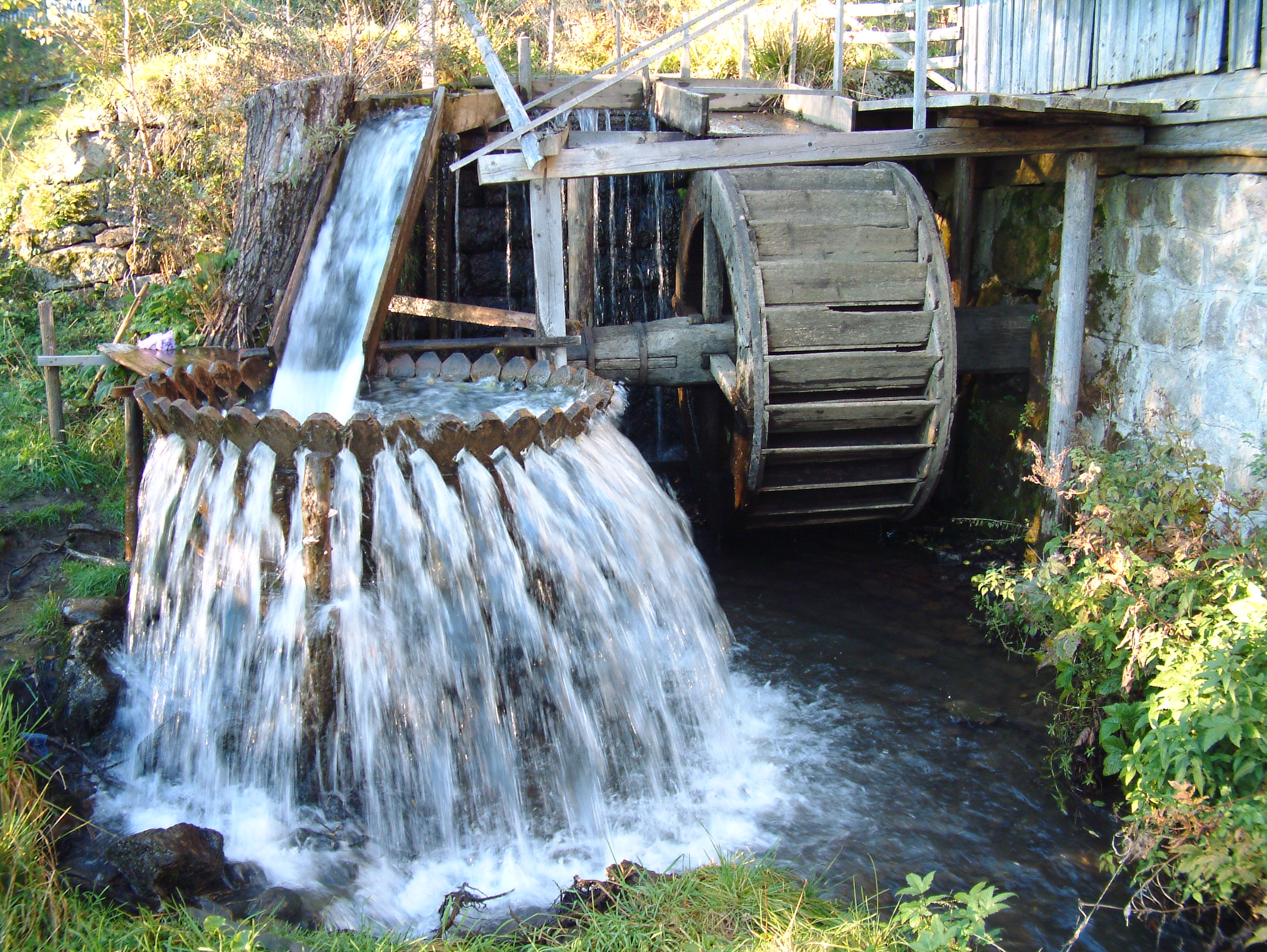
Wassermühle und Wasserstrudelanlage in Remetea, Kr. Harghita